# Flautín
El flautín o pícolo   (del italiano flauto piccolo: ‘flauta pequeña’) es un instrumento de viento-madera en la tonalidad de Re bemol y posteriormente a finales del siglo XX, fabricado casi exclusivamente en tonalidad de Do. Sin embargo, en el Museo Nacional de Música de la Universidad de Dakota del Sur se exhibe un piccolo fabricado en mi bemol, probablemente sea el único de su clase.
Se trata de una flauta pequeña. Físicamente, el piccolo es como la flauta travesera pero con un menor tamaño. El timbre es parecido, pero una octava más alto. Por ello, se dice que el piccolo es un instrumento transpositor; es decir, su sonido real es diferente al escrito: las notas a interpretar en el piccolo se escriben una octava más baja que su sonido real, para evitar demasiadas líneas adicionales en el pentagrama.
Algunas de las partes de flautín más famosas se encuentran en la obertura de la obra Egmont de Beethoven. El tema de la música y la narración dramática es la vida y el heroísmo del noble Lamoral, Conde de Egmont, de los Países Bajos, en el siglo XVI. Fue compuesta durante las Guerras Napoleónicas, cuando el Primer Imperio Francés había extendido su dominio sobre vastas porciones de Europa. En la música para Egmont, Beethoven expresó sus propias preocupaciones políticas a través de la exaltación del sacrificio heroico de un hombre condenado a muerte por haber adoptado una valiente postura contra la opresión. La Obertura se convirtió en himno oficioso de la revolución húngara de 1956.

## Historia
Desde la Edad Media, las pruebas indican el uso de flautas traversas de octava como instrumentos militares, ya que su sonido penetrante era audible por encima de las batallas. En la música culta, sin embargo, los primeros flautines se utilizaron en algunas obras de Jean Philippe Rameau en la primera mitad del siglo XVIII. Aun así, el instrumento no empezó a extenderse, y por tanto a tener un lugar estable en la orquesta, hasta principios de 1800 d. C. Durante el Barroco, la indicación "flautino" o también "flauto piccolo" solía denotar una flauta dulce de pequeño tamaño (soprano o sopranino). En particular, este es el caso de los conciertos que Antonio Vivaldi escribió para flautino.
Hasta finales del siglo XIX, el flautín mantuvo la misma construcción. Históricamente, el flautín tenía las mismas llaves de la flauta barroca (una llave) y luego de la flauta clásica y romántica de sistema simple. A finales de siglo, el flautín comenzó a construirse con el mecanismo Boehm, que se convertiría en el estándar durante la década de 1900. Sin embargo, no puede pasar totalmente al sistema Boehm, ya que el taladro sigue siendo cónico, como en la flauta de sistema antiguo, y la primera nota de fondo es Re, como en la flauta barroca. El flautín no debe confundirse con el pífano, que tradicionalmente es de una sola pieza, tiene un taladro cilíndrico más pequeño y produce un sonido más estridente.

## Forma y fabricación

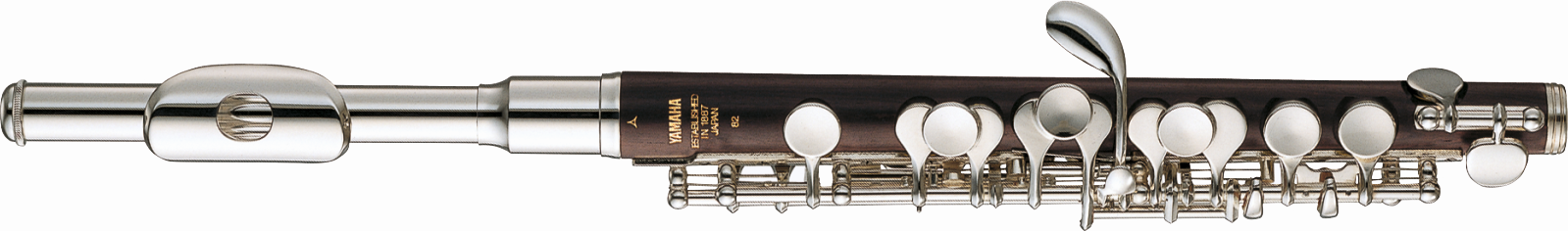
Un flautín con cabezal de metal y cuerpo de madera de granadillo.

La apariencia del piccolo es muy similar a la flauta traversa en Do, presenta el mismo mecanismo Bohem y la misma tesitura, en lo único que difiere es en la carencia de la pata de la flauta traversa. En los flautines de principios del siglo XX de madera hechos en Francia, es común observar que poseen el sistema abierto, que permitía a los intérpretes variar la afinación con sus dedos al modificar la manera en que cerraban los agujeros. Esta práctica ha caído en desuso, y para quitarle la responsabilidad del intérprete de mantener la afinación, se ha optado por brindar una estabilidad sonora haciendo que todos los flautines sean sistemas cerrados.
Puede ser fabricado de tres maneras:
- Todo de madera (generalmente de madera de granadilla o pasta de madera) con llaves de metal
- Cuerpo de madera, con cabeza y llaves de metal
- Todo de metal (el material puede variar, usando entre níquel, cinc e incluso metales preciosos).

El sonido del flautín es penetrante y se caracteriza por su tono agudo. De hecho, el flautín tiene el timbre más agudo de todos los instrumentos orquestales. La sonoridad del flautín, especialmente en las notas más altas, es muy penetrante, por lo que sobresale aunque todos los instrumentos estén siendo ejecutados.
A pesar de esta presencia constante del flautín, producida por su agudo sonido, el flautín puede utilizarse para interpretar tanto piezas delicadas y tranquilas como alegres y poderosas. 
Se utiliza en las orquestas, aunque más frecuentemente en las bandas militares. Es uno de los instrumentos típicos del Basler Fasnacht (carnaval de Basilea, Suiza).

## Rango sonoro
El piccolo es un instrumento transpositor por lo que en las partituras se escribe en una octava abajo, el piccolo en la afinación en Do la nota más baja que produce es un Re5 según la notación internacional y alcanza hasta un Do7 en esa misma notación, según sea la práctica en notas extremas es posible llegar a un Do#7.
A partir del Sol6 adelante se le conocen como notas extremas, son de uso poco común y exigen una gran y depurada técnica al intérprete para poder mantener la afinación y desarrollar los trinos adecuados para estas posiciones. En el Coro de los Gitanos de Giuseppe Verdi al piccolo se le exige que suba a un Si6.
Durante siglos, la flauta y el flautín han desempeñado un papel importante en la magia de contar historias a través de la música. La flauta es conocida por su sonido grácil y celestial, una tonalidad suave que combina bien con otros instrumentos. Como los violines en una orquesta, las flautas suelen tocar la melodía. Desde los temas de amor hasta el fluir de los ríos y el canto de los pájaros, las deslumbrantes florituras y trinos característicos de la flauta han sido utilizados por los compositores durante siglos para evocar emociones apasionadas y los sonidos de la naturaleza.
El flautín es famoso por sus capacidades en el registro más agudo. Como un hermano pequeño excitado, al flautín le gusta imitar a su hermano mayor en el aspecto y la forma de actuar, pero con más energía y una voz mucho más penetrante. Y aunque el flautín se ha convertido en un pilar de muchas secciones orquestales de viento-madera, donde se utiliza principalmente para producir tensión y emoción (así como, en ocasiones, humor), sus cualidades tonales únicas hacen que también encaje perfectamente en las bandas de música. The Stars and Stripes Forever de John Philip Sousa es un ejemplo icónico de la contagiosa energía que el flautín puede aportar a una marcha.

## Denominación
Al piccolo se le suele nombrar así en la mayoría de los idiomas, inclusive vulgarmente el español. Sin embargo, en italiano (idioma de origen del término) se prefiere el uso de ottavino, más correcto. Por ello, también se le llama en español octavín. No obstante, los vocablos de origen italiano ottavino y su adaptación al español octavín pueden hacer alusión también a un antiguo instrumento musical de teclado y cuerda pulsada de la familia del clavecín.

## Obras donde destaca

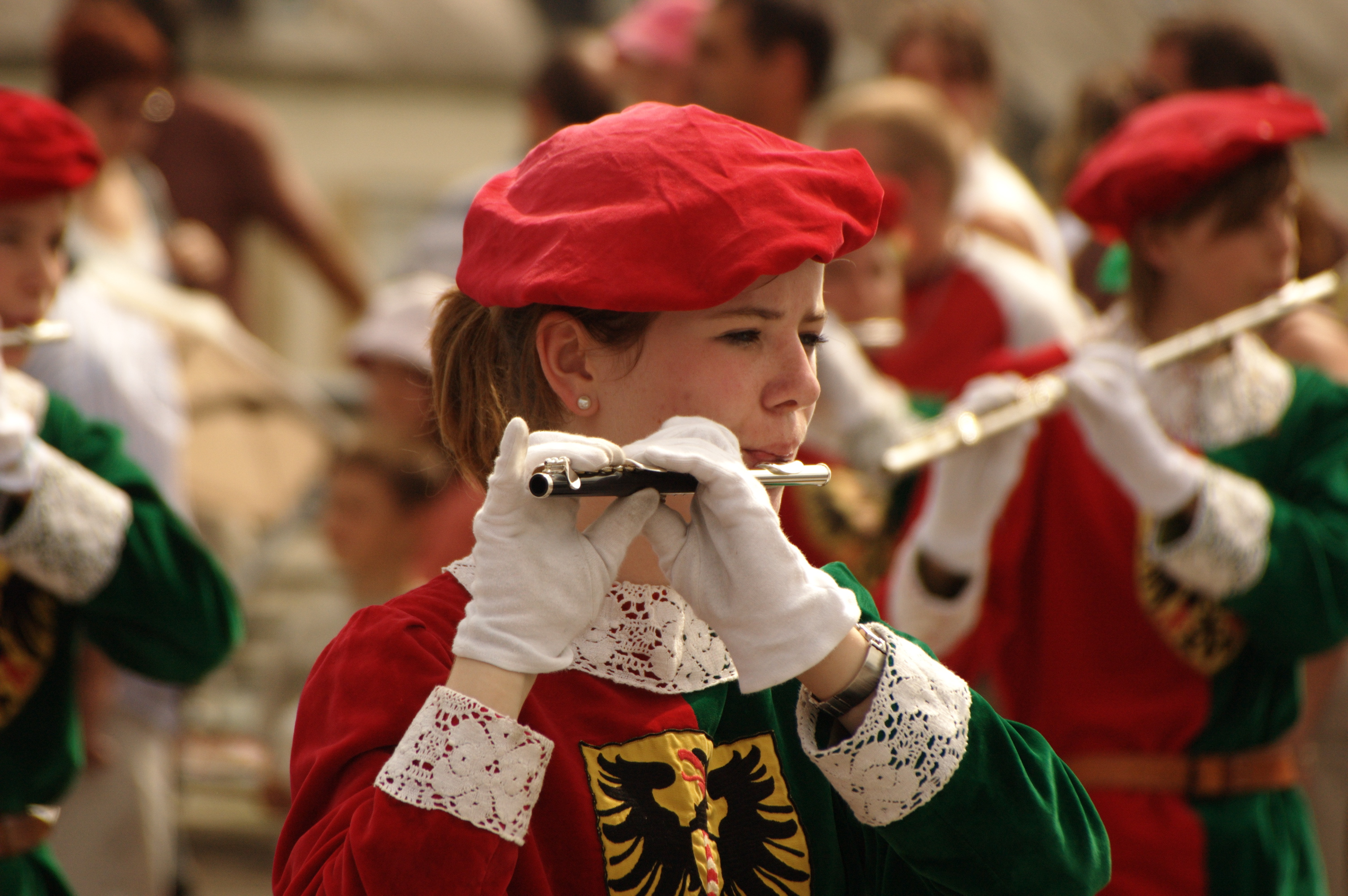
Un flautín siendo tocado

En la música española el pasodoble Amparito Roca incluye en el trío un solo de flautín y en la marcha Aires de Triana le brinda sobre la tercera parte la responsabilidad melódica de la obra, ambas muy representativas en el uso del flautín. Otra obra es el Danzón n.º 2, de Arturo Márquez, donde tiene un papel de solista.
Asimismo podemos encontrarlo en el tema The Stars and Stripes Forever de John Philip Sousa. Igualmente destaca en las partituras de Semana Santa, como tubas, trombones, bombardinos sobresaliendo sus trinos y el contraste con sonidos agudos y graves.
En América Latina, en las partituras fúnebres en Guatemala se le da una gran importancia, al agregar a la mayoría de las marchas un trío con solo de flautín, y darle una responsabilidad de ornamentación sonora. Destacan marchas como Mater Dolorosa, Ramito de Olivo, Jesús de San Bartolo, La Dolorosa de San José, Camino del Gólgota, Cruz Pesada o Amén (Soberano Señor de la Caída) que tienen solos característicos que obligan la presencia de este instrumento. Cabe destacar que en este país se ha desarrollado un estilo muy característico de ejecución de este instrumento.
En la obra El duelo de la Patria del compositor y maestro Rafael Chávez Torres, le otorga un pequeño solo para sobresalir sobre el final de la obra en la Cuarta Parte.
Dentro de la Suite Carmen n.º 2, de Georges Bizet, se encuentra un movimiento (llamado «La Garde Montante»), en el que aparecen solistas dos flautines. En muchas marchas, como en la marcha chilena Penachos rojos, el flautín aparece como solista.
Destaca también en la obra Le Merle Blanc, que es una polka-fantasía para piccolo y banda de Eugène Damaré y adaptaciones de los conciertos para flautín de Vivaldi, en especial el Concierto para piccolo y orquesta en Do mayor RV 443.